# Uttenhofen (Uffenheim)
Uttenhofen (fränkisch: Odahoufa) ist ein Gemeindeteil der Stadt Uffenheim im Landkreis Neustadt an der Aisch-Bad Windsheim (Mittelfranken, Bayern). Die Gemarkung Uttenhofen hat eine Fläche von 4,194 km². Sie ist in 415 Flurstücke aufgeteilt, die eine durchschnittliche Fläche von 10105,09 m² haben.

## Lage
Das Kirchdorf liegt etwa zweieinhalb Kilometer östlich von Uffenheim am Weidenbach, der nördlich in die Gollach fließt. Eine Gemeindeverbindungsstraße führt nach Rudolzhofen zur Bundesstraße 13 (2,3 km südlich) bzw. zur Staatsstraße 2256 bei Schafhof (1,2 km nordwestlich).

## Geschichte
Der Ort wurde im 12. Jahrhundert im Urbar des Klosters Heilsbronn als „Otelenhouen“ erstmals urkundlich erwähnt. Das Bestimmungswort des Ortsnamens ist Otilo, der Personenname des Siedlungsgründers. Von 1346 bis 1457 hatte ein Adelsgeschlecht gleichen Namens dort seinen Stammsitz. 1378 gelangte der Ort an die Burggrafschaft Nürnberg, seit dem 15. Jahrhundert waren die Ansbacher Markgrafen als Rechtsnachfolger der Burggrafen die Lehnsherren. Die Fraisch übte das ansbachische Oberamt Uffenheim aus. Bis 1644 war Uttenhofen Sitz einer Pfarrei. Diese erlosch wie auch der gesamte Ort in den Wirren des Dreißigjährigen Krieges.
Gegen Ende des 18. Jahrhunderts gab es in Uttenhofen 19 Anwesen. Das Hochgericht übte das ansbachische Oberamt Uffenheim aus. Das Kasten- und Stadtvogteiamt Uffenheim war Grundherr über 15 Anwesen. Von 1797 bis 1808 unterstand Uttenhofen dem preußischen Justiz- und Kammeramt Uffenheim.
1806 kam der Ort an das Königreich Bayern. Mit dem Gemeindeedikt (frühes 19. Jahrhundert) wurde Uttenhofen dem Steuerdistrikt Ulsenheim zugewiesen. Wenig später entstand die Ruralgemeinde Uttenhofen, zu der Zollhaus gehörte. Sie war in Verwaltung und Gerichtsbarkeit dem Landgericht Uffenheim zugeordnet und in der Finanzverwaltung dem Rentamt Uffenheim (1919 in Finanzamt Uffenheim umbenannt). Ab 1862 war das Bezirksamt Uffenheim für die Verwaltung der Gemeinde zuständig (1939 in Landkreis Uffenheim umbenannt). Die Gerichtsbarkeit blieb beim Landgericht Uffenheim (1879 in Amtsgericht Uffenheim umbenannt), seit 1973 ist das Amtsgericht Neustadt an der Aisch zuständig. Die Gemeinde hatte 1964 eine Gebietsfläche von 4,197 km². Am 1. Januar 1978 wurde diese im Zuge der Gebietsreform in Bayern nach Uffenheim eingegliedert.

### Baudenkmäler
In Uttenhofen gibt es zwei Baudenkmäler:
- Haus Nr. 14: Wohnhaus
- Haus Nr. 23: Evangelisch-lutherische Kirche St. Matthäus

ehemaliges Baudenkmal
- Haus Nr. 06: Hofhaus von 1857. Wohnteil, Stall, und Tenne unter einem Satteldach. Erdgeschossiges, massives, verputztes Gebäude auf Quadersockel. Ecklisenen mit Giebeleckgesimsen und Gurtgesims, Fensterrahmen und Fensterbänke, die am dreiachsigen Giebel durchlaufen, in Haustein. Giebelseitig Inschriftstein „Erbaut von Anna Barbara Saemännin im Jahr 1857“.[17]

### Bodendenkmäler
In der Gemarkung Uttenhofen gibt es zwei Bodendenkmäler.

### Einwohnerentwicklung
| Jahr      | 1818   | 1840   | 1852   | 1855   | 1861   | 1867   | 1871   | 1875   | 1880   | 1885   | 1890   | 1895   | 1900   | 1905   | 1910   | 1919   | 1925   | 1933   | 1939   | 1946   | 1950   | 1952   | 1961   | 1970   | 1987  |
| Einwohner | 153    | 140    | 148    | 141    | 138    | 145    | 162    | 161    | 156    | 156    | 142    | 143    | 136    | 138    | 139    | 128    | 129    | 116    | 129    | 176    | 178    | 149    | 133    | 126    | 111   |
| Häuser    | 30     | 23     |        |        |        |        | 27     |        |        | 25     | 25     |        | 24     |        |        |        | 25     |        |        |        | 24     |        | 25     |        | 26    |
| Quelle    | [ 11 ] | [ 19 ] | [ 20 ] | [ 20 ] | [ 21 ] | [ 22 ] | [ 23 ] | [ 24 ] | [ 25 ] | [ 26 ] | [ 27 ] | [ 20 ] | [ 28 ] | [ 20 ] | [ 29 ] | [ 20 ] | [ 30 ] | [ 20 ] | [ 20 ] | [ 20 ] | [ 31 ] | [ 20 ] | [ 13 ] | [ 32 ] | [ 2 ] |

## Religion
Der Ort ist seit der Reformation evangelisch-lutherisch geprägt und gehört bis heute zur Pfarrei St. Jakob (Ulsenheim).